# Jämlitz-Klein Düben
Jämlitz-Klein Düben (dolnołuż. Jemjelica-Źěwink) – gmina w Niemczech, w kraju związkowym Brandenburgia, w powiecie Spree-Neiße, wchodzi w skład urzędu Döbern-Land..